# Mickaël Tacalfred
Mickaël Tacalfred (Colombes, 23 de abril de 1981) é um futebolista francês que defende a Seleção de Guadalupe. Joga atualmente no Stade de Reims.

## Carreira em clubes
Tacalfred iniciou sua carreira em 2000, no Red Star Saint-Ouen. Passou também por Martigues (2001-02), Rouen (2002-03), Angers SCO (2003-04) e Dijon FCO (2004-08), antes de assinar com o Reims em 2008.

## Seleção
Sem chances de defender a Seleção Francesa de Futebol, o lateral-direito decidiu jogar por Guadalupe a partir de 2007, tendo inclusive jogado três edições da Copa Ouro da CONCACAF (2007, 2009 e 2011).